# Język grecki archaiczny
Język grecki archaiczny albo greka archaiczna – wczesne stadium rozwoju języka greckiego, poprzedzające grekę klasyczną, jednak późniejsze od greki mykeńskiej. Język grecki archaiczny był w użyciu w Helladzie w okresie ciemnym (po upadku cywilizacji mykeńskiej) i w okresie archaicznym. Zaświadczony jest w swoim późnym stadium przede wszystkim w dziełach Homera, z okresu ciemnego nie zachowały się bowiem zabytki piśmiennictwa. Język grecki był w czasach Homera już  najprawdopodobniej silnie zróżnicowany dialektalnie. Uważa się, że Iliada i Odyseja pisane są językiem będącym zlepkiem różnych dialektów epoki, które w kolejnych wiekach dały początek poszczególnym zaświadczonym w piśmiennictwie dialektom greki klasycznej.

## Fonetyka
W zakresie fonetyki greka epoki archaicznej różniła się od greki klasycznej m.in. wymową dyftongów [a:ɪ] (zapisywane ᾱι, ᾳ), [ɛ:ɪ] (ηι, ῃ),  [ɔːɪ] (ωι, ῳ), [oʊ] (ου), wymawianych w grece klasycznej odpowiednio jako [aː], [ɛː], [ɔː], [uː] oraz istnieniem kilku innych głosek, zapisywanych archaicznymi znakami alfabetu greckiego, m.in. zapisywanej digammą (Ϝ) głoski [w] i zapisywanej koppą (Ϟ) głoski [q] (spółgłoska zwartowybuchowa języczkowa bezdźwięczna). W grece klasycznej głoski te zachowały się tylko w niektórych dialektach.

## Rekonstrukcja
Eduard Schwyzer dokonał w 1939 roku próby rekonstrukcji języka protogreckiego, poprzedzającego historycznie zaświadczone stadia rozwojowe greki. Ponieważ jednak nieznany był wówczas język mykeński, odczytany później z tabliczek pokrytych pismem linearnym B i rekonstrukcja Schwyzera nie uwzględnia systemu fonologicznego tegoż języka, uważa się, że jego rekonstrukcja odpowiada wczesnym stadiom rozwoju greki archaicznej (już z okresu pomykeńskiego). 
Oto przykładowy tekst – fragment Modlitwy Pańskiej – przetłumaczony na zrekonstruowany przez Schwyzera język grecki archaiczny:
| greka klasyczna                                       |  | greka archaiczna (rekonstrukcja Schwyzera)                          |  | język polski                                                |
| πάτερ ἡμῶν ὁ ἐν τοῖς οὐρανοῖς, ἁγιασθήτω τὸ ὄνομά σου |  | πατερ αμμεων ὁ (τοισι) ορϜανοισι (ἁγιον lub αγνον εστωδ) ενυμα τϜεο |  | Ojcze nasz, któryś jest w Niebiesiech, Święć się imię Twoje |